# The Joy of Creation: Story Mode
The Joy of Creation: Story Mode è un videogioco horror survival realizzato da Nikson basato sulla saga videoludica Five Nights at Freddy's realizzata da Scott Cawthon.

## Trama
Il gioco si apre con una voce di sottofondo, che è quella di Nick Cowthon, figlio di Scott Cowthon, racconta che è passato molto tempo da quando abitava nella sua vecchia casa, ora ristrutturata e finita, e di come l'abbia persa quella notte rischiando anche di perdere tutta la sua famiglia. 
Una sera di molto tempo fa, Scott Cowthon trova un uomo, nella loro casa che si rivela essere "Micheal", Nick racconta che riuscì a convincere suo padre a farlo riposare li nella loro casa, ad un certo punto nella notte Nick si sveglia a causa della tempesta, e intravede gli animatronics.

## Modalità di gioco
Il giocatore interpreta Nick Cawthon, Val Cawthon, Michael e Scott Cawthon in 5 livelli, chiamati "Ricordi dimenticati". Il primo ricordo è nella camera da letto in cui si gioca nei panni di Nick, il secondo è nel soggiorno, dove si interpreti Val mentre nel terzo ricordo, l'ufficio, Scott Cawthon e il quarto è il seminterrato, dove si gioca Michael: infine, l'ultimo ricordo è in soffitta, dove si interpreta ancora una volta Scott. Nel primo livello si spiega come contrastare gli Ignited, rappresentati ogni notte dal cast principale del primo gioco (Ignited Freddy, Ignited Bonnie, Ignited Chica e Ignited Foxy), eccetto che nel seminterrato e in soffitta. Si dovrà usare l'udito, l'esplorazione e (a volte) pura fortuna per sopravvivere fino alle 6:00. Se il giocatore completa i livelli nel modo più efficiente possibile, la durata di ciascuno di essi separatamente è in media di 10 minuti, e complessivamente di circa 50 minuti.

## Personaggi

### Umani
- Scott Cawthon: Protagonista e creatore di Five Nights at Freddy's
- Nick Cawthon: Personaggio nell'introduzione del gioco e figlio di Scott Cawthon
- Val Cawthon: Protagonista e moglie di Scott Cawthon
- Micheal: Antagonista e alleato degli Ignited

### Nemici
- Ignited Freddy: Antagonista principale e membro degli Ignited
- Ignited Bonnie: Antagonista secondario e membro degli Ignited
- Ignited Chica: Antagonista secondario e membro degli Ignited
- Ignited Foxy: Antagonista secondario e membro degli Ignited
- Creation: Antagonista finale e membro degli Ignited
- Endo B "Angel": Antagonista secondario e membro dei Fallen
- Endo R "Blue": Antagonista secondario e membro dei Fallen
- Endo F "Red": Antagonista secondario e membro dei Fallen
- Endo C "Mouth": Antagonista secondario e membro dei Fallen
- Ignited Golden Freddy: Antagonista segreto e membro degli Ignited
- Ignited Fredbear: Antagonista segreto e membro degli Ignited

## Curiosità
- Questo doveva essere l'ultimo gioco di Nikson relato a Five Nights at Freddy's finché Scott Cawthon annunciò il Fazbear Fanverse Initiative, annunciando i remake di tutti e tre i giochi TJoC, che sarebbero dovuti uscire su console e smartphone prima della sua cancellazione